# Карни Мата
Карни Мата (хинди करणी माता, Karni mata, «Мать Карни»; 2 октября 1387 — 21 марта 1538) — индуистская святая и политическая деятельница. Считается воплощением богини Дурги.

## Биография
Карни Мата родилась 2 октября 1387 года, в деревне Сувап недалеко от Пхалоди (ныне округ Джодхпур, Раджастхан, Индия). Она была седьмой дочерью в семье касты Чаран. Родители дали ей имя Ридху Бай. В 1415 году её выдали замуж, но у нее так и не началась повседневная замужняя жизнь. Позже она убедила мужа взять в жены свою младшую сестру Гулаб. В деревне мужа (Сатхи) прожив два года, покинула место со своими последователями. Со стадом коров они бродили от места к месту, располагаясь ко сну там, где их заставал закат. Одна из таких остановок произошла в деревне Джанглу (джунгли, лес). Староста деревни Рао Кахна отказал им в доступе к воде. В ответ на это Карни Мата провозгласила старшим деревни своего последователя и продолжила путешествие. У Дешнока Рао Кахна догнал Карни Мату, но тут же умер. Карни Мата жила в этом месте до конца своей долгой жизни. Именно здесь расположен храм её имени, среди иностранцев известный как Храм крыс.
В 1453 году она благословила Рао Джодху из Джодхпура на завоевание Аджмера, Мерта и Мандора. В 1454 году её муж умер.
В Дешноке в 1463 году пасынок Карни, Лакхан, при попытке попить из пруда утонул в нём. Согласно легенде, Мать Карни просила бога Яму воскресить мальчика, но тот отказал. Тогда святая провозгласила, что мальчик и все мужчины её касты никогда не будут попадать к Яме, а после смерти принимать временные тела крыс. В следующем рождении они должны рождаться людьми. Позже в Дешноке был построен храм, являющийся питомником для более 20 тыс. крыс.
По другой версии, не получив положительного ответа от Ямы, она продолжала умолять его, и тогда божество смерти милостиво согласилось дать тело крысы как пасынку, так и последователям Карни. Белые крысы храма считаются воплощениями её родственников.
В 1538 году Карни Мата решила нанести визит махарадже Джайсалмера. Возвращаясь обратно в Дешнок с несколькими своими последователями, в районе Колаята, она остановила караван на водопой и внезапно исчезла. На момент исчезновения ей было 150 лет.